# Ku Tsui-ping
Ku Tsui-ping est une karatéka taïwanaise née dans le comté de Nantou. Elle a remporté la médaille d'or en kumite moins de 50 kg aux Jeux asiatiques de 2014 à Incheon.